# 华丰纱厂
31°22′12″N 121°29′13″E / 31.37004°N 121.48707°E
华丰纱厂，是中华民国时期上海市的一个纺织厂，之后历次更换主体为日华纺织株式会社第八厂、中纺八厂、上海第八棉纺织厂等。现旧址位于中华人民共和国上海市宝山区吴淞街道淞兴西路258号，是上海市文物保护单位、国家工业遗产。

## 沿革
民国九年（1920年）4月，上海聂云台、王正廷、张英甫等人集资100万元银两、纱锭15000枚在吴淞藻浜北岸创办华丰纱厂，位于大中华纱厂东侧，占地100余亩。民国十年六月（1921年6月11日），建成投产，有细纱车100部，纱锭25600枚，日夜班有工人1000余人。该厂的董事长由聂云台担任，董事有吴善卿、张英甫、王正廷、李柏葆、陈光甫、钱新之、林康侯等人，监察人为李馥荪及管社卿，总经理王正廷。1924年，由于日商倾销冲击，1924年10月，厂房出租给日华纺织株式会社，改为华丰工场。1926年，因日元涨价，兴亚地产公司催还款，华丰纱厂被迫卖给日华纺织株式会社，改为日华纺织株式会社第八厂。
抗日战争结束后，由南京国民政府接受，改为中纺八厂。1958年两厂合并后，改称上海第八棉纺织厂。2005年8月，上绵八厂由于经营不善，列入计划破产。2007年，归属上海申达凤凰联合公司。2008年，由上海纺织控股集团和上海红坊文化发展有限公司共同投资，对上海第八棉纺织厂进行了全面改造，打造为半岛1919国际创意产业园，并保留原厂房建筑。2014年4月，上海市人民政府公布其旧址为上海市文物保护单位。